# Slag bij Brémule
De Slag bij Brémule werd op 20 augustus 1119 uitgevochten tussen Hendrik I van Engeland en Lodewijk VI de Dikke van Frankrijk. Hendrik I moest verscheidene malen zijn bezittingen in Normandië verdedigen en versloeg een Franse invasiemacht in de slag bij Brémule in 1119.
De nederlaag bij Brémule bracht een klap toe aan het kamp van de opstandige baronnen en leidde ertoe dat koning Lodewijk VI William Adelin moest aanvaarden als hertog van Normandië. William werd in 1120 officieel aangesteld als hertog, hoewel koning Lodewijk VI Willem Clito's aanspraken op het hertogdom bleef steunen.
De veldslag was het resultaat van een toevallige ontmoeting tussen twee geburen die waren verwikkeld in een wethoudende operatie aan hun respectievelijke grenzen, waarbij de grenzen van hun gebieden nog steeds onduidelijk waren in de Vexinregio en in het gebied van de Seinevallei.
Fransgezinde kronieken omschrijven de slag als heftig en bloederig waarbij Lodewijk de Dikke, ondanks zijn gewicht, zo dicht bij de vijandige ridders vocht dat een Normandiërs de teugels van zijn paard kon grijpen en roepen: "De koning is (gevangen)genomen!" Waarop de koning met een zware slag van zijn strijdknots reageerde en riep: "De koning is niet (gevangen)genomen, noch in oorlog noch in schaak!" Deze anekdote is later echter bewezen een foutieve toeschrijving te zijn.
Aan de andere kant, zeggen kronieken die Normandisch gezind zijn dat hun ridders een grote opbrengst haalde uit de losgelden die hun vele gevangenen betaalde en dat er slechts drie doden aan Normandische zijde te betreuren waren.
Deze veldslag was de laatste belangrijke veldslag waaraan de Capetingers zouden deelnemen voor de komende eeuw. Ondanks een eeuw vol wapengekletter, zou de volgende echte veldslag voor de Capetingers pas de beslissende slag bij Bouvines in 1213 zijn waarin Filips II Augustus de Heilig Roomse keizer Otto IV versloeg.